# 오노미치역
오노미치역(일본어: 尾道駅 오노미치에키[*])은 일본 히로시마현 오노미치시에 있는 서일본 여객철도 산요 본선의 역이다.

## 타는 곳
| 플랫폼 | 노선        | 방향        | 행선지                   |
| ------ | ----------- | ----------- | ------------------------ |
| 1      | ■ 산요 본선 | 하행선      | 미하라 · 히로시마 방면   |
| 2      | ■ 산요 본선 | 상행선      | 후쿠야마 · 오카야마 방면 |
| 3      | 예비 승강장 | 예비 승강장 | 예비 승강장              |

## 이용 현황
| 연도     | 하루 평균 승차 인원 |
| 2003년도 | 5,306명             |
| 2004년도 | 5,394명             |
| 2005년도 | 5,619명             |
| 2006년도 | 5,506명             |
| 2007년도 | 5,454명             |
| 2008년도 | 5,583명             |
| 2009년도 | 5,502명             |
| -------- | ------------------- |

## 역 주변
- 교통 · 운수
  - 국도 제2호선
  - 오노미치 항 포트 터미널 (여객선 정류장)
  - 혼슈 시코쿠 연락 고속도로 오노미치 빌딩
- 공공시설
  - 시마나미 교류관
- 금융기관
  - 모미지 은행 오노미치추오 지점
  - 미쓰이 스미토모 은행 오노미치 지점
  - 에히메 은행 오노미치 지점
  - 이요 은행 오노미치 지점
  - 야마구치 은행 오노미치 지점
  - 히로시마 은행 오노미치에키마에 지점
  - 주고쿠 은행 오노미치에키마에 지점
  - 모미지 은행 오노미치 지점
  - 도쿄 해상일동 화재보험 오노미치 지점
  - 미쓰이 스미토모 해상화재 보험 히로시마 지점 오노미치 지사
  - 미즈호 증권 오노미치 지점
- 상업시설
  - 이온 오노미치 점
- 숙박시설
  - 그린힐 호텔 오노미치
  - 호텔 알파원 오노미치

## 인접 정차역
| 서일본 여객철도 산요 본선 | 서일본 여객철도 산요 본선 | 서일본 여객철도 산요 본선 |
| ------------------------- | ------------------------- | ------------------------- |
| 히가시오노미치 고베 방면  | ■ 산요 본선               | 이토자키 모지 방면        |